# Coppa Intercontinentale 2013 (calcio a 5)
La Coppa Intercontinentale 2013 (in lingua inglese 2013 World Intercontinental Futsal Cup) è stata la 8ª edizione della competizione di calcio a 5 per squadre maschili di club riconosciuta dalla FIFA. La competizione si è svolta dal 27 al 30 giugno 2013 presso il Greensboro Coliseum di Greensboro, negli Stati Uniti.

## Formula
Le sei partecipanti sono distribuite in due gironi da tre squadre. All'interno di questi, ciascuna squadra affronta le altre in unico incontro. Al termine di questa fase, le prime classificate dei due gironi si scontrano per determinare la vincitrice della competizione. Le seconde classificate si affrontano nella finale valida per il terzo posto mentre le terze classificate si contendono il quinto posto.

## Partecipanti
| Squadra        | Confederazione | Qualificata in quanto                        | Partecipazioni | Vittorie | Ultima partecipazione |
| -------------- | -------------- | -------------------------------------------- | -------------- | -------- | --------------------- |
| Carlos Barbosa | CONMEBOL       | Vincitore della Coppa Intercontinentale 2012 | 6              | 2        | 2012                  |
| Dinamo Mosca   | UEFA           | Finalista della Coppa UEFA 2011-2012         | 0              | 0        | Esordiente            |
| ElPozo Murcia  | UEFA           | ?                                            | 0              | 0        | Esordiente            |
| Glucosoral     | CONCACAF       | ?                                            | 0              | 0        | Esordiente            |
| Intelli        | CONMEBOL       | ?                                            | 0              | 0        | Esordiente            |
| World United   | CONCACAF       | In sostituzione del Boca Juniors             | 1              | 0        | 2007                  |

## Fase a gironi

### Girone A

#### Classifica
| Squadra        | P.ti | G | V | N | P | GF | GS | DR |
| -------------- | ---- | - | - | - | - | -- | -- | -- |
| Carlos Barbosa | 4    | 2 | 1 | 1 | 0 | 11 | 4  | +7 |
| ElPozo Murcia  | 4    | 2 | 1 | 1 | 0 | 11 | 4  | +7 |
| World United   | 0    | 2 | 0 | 0 | 2 | 4  | 18 | -4 |

#### Risultati
| Greensboro 27 giugno 2013, ore 17:30 EST | Carlos Barbosa | 9 – 2 referto | World United | Greensboro Coliseum |

| Greensboro 28 giugno 2013, ore 17:30 EST | World United | 2 – 9 referto | ElPozo Murcia | Greensboro Coliseum |

| Greensboro 29 giugno 2013, ore 16:30 EST                      | ElPozo Murcia | 2 – 2 (2-0) referto     | Carlos Barbosa | Greensboro Coliseum |
| Miguelín 2’ A. Martínez 11’ Marcatori 25’ Flávio 35’ Luizinho |               |                         |                |                     |
|                                                               |               |                         |                |                     |
| Miguelín 2’ A. Martínez 11’                                   | Marcatori     | 25’ Flávio 35’ Luizinho |                |                     |

### Girone B

#### Classifica
| Squadra      | P.ti | G | V | N | P | GF | GS | DR  |
| ------------ | ---- | - | - | - | - | -- | -- | --- |
| Dinamo Mosca | 6    | 2 | 2 | 0 | 0 | 14 | 4  | +10 |
| Intelli      | 3    | 2 | 1 | 0 | 1 | 10 | 8  | +2  |
| Glucosoral   | 0    | 2 | 0 | 0 | 2 | 3  | 15 | -12 |

#### Risultati
| Greensboro 27 giugno 2013, ore 20:00 EST | Intelli | 7 – 2 referto | Glucosoral | Greensboro Coliseum |

| Greensboro 28 giugno 2013, ore 20:00 EST | Glucosoral | 1 – 8 referto | Dinamo Mosca | Greensboro Coliseum |

| Greensboro 29 giugno 2013, ore 19:00 EST                                                                                              | Dinamo Mosca | 6 – 3 (5-3) referto                               | Intelli | Greensboro Coliseum |
| Fernandinho 3’ , 34’ Rômulo 10’ , 16’ Tatú 14’ ( t.l. ) Cirilo 14’ Marcatori 10’ ( rig. ) , 14’ ( rig. ) Falcão 12’ ( t.l. ) Vinícius |              |                                                   |         |                     |
| |              |                                                   |         |                     |
| Fernandinho 3’, 34’ Rômulo 10’, 16’ Tatú 14’ (t.l.) Cirilo 14’                                                                        | Marcatori    | 10’ (rig.), 14’ (rig.) Falcão 12’ (t.l.) Vinícius |         |                     |

## Fase finale

### Finale 5º posto
| Greensboro 30 giugno 2013, ore 11:00 EST | Glucosoral | 8 – 4 referto | World United | Greensboro Coliseum |

### Finale 3º posto
| Greensboro 30 giugno 2013, ore 13:30 EST                                  | ElPozo Murcia | 2 – 4 (2-1) referto                   | Intelli | Greensboro Coliseum |
| Paulinho 14’ Suazo 18’ Marcatori 14’ ( aut. ) Pérez 27’ Jé 39’ , 40’ Caio |               |                                       |         |                     |
|                                                                           |               |                                       |         |                     |
| Paulinho 14’ Suazo 18’                                                    | Marcatori     | 14’ (aut.) Pérez 27’ Jé 39’, 40’ Caio |         |                     |

### Finale
| Greensboro 30 giugno 2013, ore 16:00 EST                          | Carlos Barbosa | 1 – 5 (1-1) referto                      | Dinamo Mosca | Greensboro Coliseum |
| Jonathan 5’ Marcatori 14’ , 38’ , 38’ Fernandinho 37’ , 39’ Nando |                |                                          |              |                     |
|                                                                   |                |                                          |              |                     |
| Jonathan 5’                                                       | Marcatori      | 14’, 38’, 38’ Fernandinho 37’, 39’ Nando |              |                     |